# Tre stelle (miniserie televisiva)
Tre stelle è una miniserie televisiva italiana del 1999. È scritta e diretta da Pier Francesco Pingitore e prodotta per Mediaset, che l'ha trasmessa in prima visione su Canale 5, il 12 ed il 14 gennaio 1999.

## Trama
1943. Durante le riprese a Cinecittà di Oasi di fuoco, si manifesta la rivalità tra Paola e Iris: tre anni prima era stata la stessa Paola a far esordire Iris nel cinema. Anche il fidanzato di Iris, l'attore Massimo Del Monte, prima frequentava Paola. Anna, che è invece amica di Paola, è fidanzata con il comandante Giunti, personaggio poco gradito al regima fascista. Dopo i tumulti seguiti all'arresto di Mussolini, l'attività cinematografica a Cinecittà viene interrotta e le tre attrici si separano prendendo strade diverse. 
Anna, traumatizzata dall'uccisione di Giunti da parte della polizia, fugge a Napoli con l'amico Pepè. I due per vivere recitano in spettacoli per le truppe americane: il colonnello Marchall si innamora di Anna finché la donna scopre che l'uomo è sposato. Paola rischia invece di essere linciata dal popolo, perché vicina al fascismo e scappa in Abruzzo assieme all'aiuto regista Felicetto: qui per vivere i due amici praticano la borsa nera finché non vengono scoperti dal colonnello nazista Muller, un fervente ammiratore di Paola che intreccia una relazione con lui. 
Felicetto chiede a Paola di ospitare di nascosto il partigiano Michele di cui l'attrice si invaghisce. Quando Michele scopre che Paola frequenta un nazista, la lascia, ma giorni dopo la salva dal tentato linciaggio operato dai partigiani. Iris invece assieme a Massimo si reca a Venezia dove viene fondato il Cinevillaggio in cui i due attori recitano in un film storico su Cola di Rienzo. Per fini propagandistici, Massimo si arruola nella Xª Mas, ma quando difende Iris dal tentato stupro del gerarca Arrigo per ripicca Del Monte viene mandato in guerra interrompendo le riprese del film in cui stava recitando. 
Dopo molto tempo, Iris fugge verso il Sud con Massimo, tornato dalla guerra, rischiando di morire e assistendo alla fucilazione di Arrigo, che aveva tentato di salvarsi con un travestimento venendo però smascherato. Arrivati a Roma Iris accusa un malore perdendo il bambino che aspettava: lei e Massimo si lasciano poco dopo. Dopo la fine della guerra, le tre donne si ritrovano a casa di Paola in occasione del primo Capodanno di pace. 